# Voxtorps landskommun, Kalmar län
Voxtorps landskommun var en kommun i Kalmar län.

## Administrativ historik
Kommunen inrättades som landskommun i Voxtorps socken i Södra Möre härad i Småland när 1862 års kommunalförordningar trädde i kraft. Den uppgick 1952 i Södermöre landskommun som 1971 uppgick i Kalmar kommun.